# Oeclidius hanabanillae
Oeclidius hanabanillae är en insektsart som beskrevs av Myers 1928. Oeclidius hanabanillae ingår i släktet Oeclidius och familjen Kinnaridae. Inga underarter finns listade i Catalogue of Life.